# Communauté de communes des Villages du Kehlbach
La Communauté de communes des Villages du Kehlbach était une structure intercommunale située dans le département du Bas-Rhin et la région Alsace ; elle comptait 3 communes membres.

## Historique
La communauté de communes des Villages du Kehlbach a été créée le 31 décembre 1992. Elle a rejoint la communauté de communes de la Porte du Vignoble le 1er janvier 2008.

## Composition
- Bergbieten (5 délégués)
- Dangolsheim (5 délégués)
- Flexbourg (5 délégués)

## Administration
La communauté de communes des Villages du Kehlbach avait son siège à Dangolsheim. Son dernier président était Yves Beller, maire de Dangolsheim.